# Jonathan de la Cruz
 Jonathan de la Cruz (n. Quito, Ecuador; 18 de julio de 1992) es un futbolista ecuatoriano. Juega de volante y su equipo actual es Cumbayá Fútbol Club de la Serie B de Ecuador.

## Estadísticas

### Clubes
Actualizado al último partido disputado el 30 de octubre de 2024.
| Club                              | Div.          | Temporada     | Liga  | Liga  | Copas nacionales | Copas nacionales | Copas internacionales | Copas internacionales | Total | Total |
| Club                              | Div.          | Temporada     | Part. | Goles | Part.            | Goles            | Part.                 | Goles                 | Part. | Goles |
| --------------------------------- | ------------- | ------------- | ----- | ----- | ---------------- | ---------------- | --------------------- | --------------------- | ----- | ----- |
| Universidad Católica · Ecuador    | 2.ª           | 2009          | 3     | 1     | —                | —                | —                     | —                     | 3     | 1     |
| Universidad Católica · Ecuador    | 1.ª           | 2010          | 10    | 0     | —                | —                | —                     | —                     | 10    | 0     |
| Universidad Católica · Ecuador    | 2.ª           | 2011          | 29    | 0     | —                | —                | —                     | —                     | 29    | 0     |
| Universidad Católica · Ecuador    | 2.ª           | 2012          | 25    | 5     | —                | —                | —                     | —                     | 25    | 5     |
| Universidad Católica · Ecuador    | 1.ª           | 2013          | 8     | 3     | —                | —                | —                     | —                     | 8     | 3     |
| Universidad Católica · Ecuador    | 1.ª           | 2014          | 29    | 1     | —                | —                | 2                     | 0                     | 31    | 1     |
| Universidad Católica · Ecuador    | Total club    | Total club    | 104   | 10    | 0                | 0                | 2                     | 0                     | 106   | 10    |
| Barcelona S. C. · Ecuador         | 1.ª           | 2015          | 1     | 0     | —                | —                | 0                     | 0                     | 1     | 0     |
| Barcelona S. C. · Ecuador         | Total club    | Total club    | 1     | 0     | 0                | 0                | 0                     | 0                     | 1     | 0     |
| Aucas · Ecuador                   | 1.ª           | 2015          | 18    | 0     | —                | —                | —                     | —                     | 18    | 0     |
| Aucas · Ecuador                   | 1.ª           | 2016          | 20    | 0     | —                | —                | 1                     | 0                     | 21    | 0     |
| Aucas · Ecuador                   | Total club    | Total club    | 38    | 0     | 0                | 0                | 1                     | 0                     | 39    | 0     |
| Clan Juvenil · Ecuador            | 1.ª           | 2017          | 35    | 3     | —                | —                | —                     | —                     | 35    | 3     |
| Clan Juvenil · Ecuador            | Total club    | Total club    | 35    | 3     | 0                | 0                | 0                     | 0                     | 35    | 3     |
| Deportivo Cuenca · Ecuador        | 1.ª           | 2018          | 32    | 3     | —                | —                | 5                     | 1                     | 37    | 4     |
| Deportivo Cuenca · Ecuador        | Total club    | Total club    | 32    | 3     | 0                | 0                | 5                     | 1                     | 37    | 4     |
| Macará · Ecuador                  | 1.ª           | 2019          | 21    | 1     | 3                | 0                | 4                     | 1                     | 28    | 2     |
| Macará · Ecuador                  | 1.ª           | 2020          | 8     | 1     | —                | —                | 1                     | 0                     | 9     | 1     |
| Macará · Ecuador                  | Total club    | Total club    | 29    | 2     | 3                | 0                | 5                     | 1                     | 37    | 3     |
| América de Quito · Ecuador        | 2.ª           | 2021          | 28    | 3     | —                | —                | —                     | —                     | 28    | 3     |
| América de Quito · Ecuador        | Total club    | Total club    | 28    | 3     | 0                | 0                | 0                     | 0                     | 28    | 3     |
| Independiente Juniors · Ecuador   | 2.ª           | 2022          | 33    | 5     | 3                | 0                | —                     | —                     | 36    | 5     |
| Independiente Juniors · Ecuador   | 2.ª           | 2023          | 32    | 5     | —                | —                | —                     | —                     | 32    | 5     |
| Independiente Juniors · Ecuador   | 2.ª           | 2024          | 15    | 4     | 2                | 0                | —                     | —                     | 17    | 4     |
| Independiente Juniors · Ecuador   | Total club    | Total club    | 80    | 14    | 5                | 0                | 0                     | 0                     | 85    | 14    |
| Independiente del Valle · Ecuador | 1.ª           | 2024          | 1     | 0     | 0                | 0                | 0                     | 0                     | 1     | 0     |
| Independiente del Valle · Ecuador | Total club    | Total club    | 1     | 0     | 0                | 0                | 0                     | 0                     | 1     | 0     |
| Cumbayá F. C. · Ecuador           | 2.ª           | 2025          | 0     | 0     | 0                | 0                | 0                     | 0                     | 0     | 0     |
| Cumbayá F. C. · Ecuador           | Total club    | Total club    | 0     | 0     | 0                | 0                | 0                     | 0                     | 0     | 0     |
| Total carrera                     | Total carrera | Total carrera | 348   | 35    | 8                | 0                | 13                    | 2                     | 369   | 37    |
| 1. 2.                             |               |               |       |       |                  |                  |                       |                       |       |       |

## Palmarés

### Campeonatos nacionales
| Título             | Club                 | País    | Año  |
| ------------------ | -------------------- | ------- | ---- |
| Serie B de Ecuador | Universidad Católica | Ecuador | 2012 |